# Return to Forever (album des Scorpions)
Pour les articles homonymes, voir Return to Forever (homonymie).
Albums de Scorpions
Comeblack
(2011) Rock Believer
(2022)
Return to Forever est le dix-huitième album studio du groupe de hard rock allemand Scorpions. Il sort le 20 février 2015 en Europe, puis le 23 février en Amérique du Nord. Comme pour l'album précédent (Sting in the Tail), les producteurs Martin Hansen et Mikael Nord Andersson ont aussi co-écrit certains des titres ci-après. 
Certaines éditions CD comprennent également deux DVD sur lesquels figurent respectivement deux concerts de la tournée promotionnelle de l'album en 2015, dont l'un se déroule au Hellfest.

## Liste des chansons
| No  | Titre                    | Durée |
| --- | ------------------------ | ----- |
| 1.  | Going Out with a Bang    | 3:47  |
| 2.  | We Built This House      | 3:53  |
| 3.  | Rock My Car              | 3:20  |
| 4.  | House of Cards           | 5:05  |
| 5.  | All for One              | 2:58  |
| 6.  | Rock 'n' Roll Band       | 3:54  |
| 7.  | Catch Your Luck and Play | 3:33  |
| 8.  | Rollin' Home             | 4:03  |
| 9.  | Hard Rockin' the Place   | 4:06  |
| 10. | Eye of the Storm         | 4:27  |
| 11. | The Scratch              | 3:41  |
| 12. | Gypsy Life               | 4:51  |

| 13. | The World We Used to Know  | 3:51 |
| 14. | Dancing with the Moonlight | 3:42 |
| 15. | When the Truth Is a Lie    | 4:27 |
| 16. | Who We Are                 | 2:33 |

| 17. | Delirious | 2:58 |

| 18. | Crazy Ride           |  |
| 19. | One and One Is Three |  |

## Personnel
Membres du groupe
- Klaus Meine - Chanteur
- Matthias Jabs - Guitare Solo, Chœurs
- Rudolf Schenker - Guitare Rythmique, Chœurs
- Paweł Mąciwoda - Guitare Basse, Chœurs
- James Kottak - Percussions, Chœurs

Production
- Mikael Nord Andersson, Martin Hansen - producteurs, ingénieurs, mixage
- Tim Eckhorst - Image de Pochette